# Osvaldo Maia Penido
Osvaldo Maia Penido (Rio de Janeiro, 7 de abril de 1908 — Rio de Janeiro, 24 de março de 1989) foi um advogado e político brasileiro.
Foi ministro chefe do Gabinete Civil da Presidência da República no governo Juscelino Kubitschek, de 21 de abril de 1960 a 31 de janeiro de 1961.